# Frégate d'Andrews
Fregata andrewsi
Pour les articles homonymes, voir Andrews.
Espèce
Statut de conservation UICN

 VU B2ab(ii,iii,v) : Vulnérable
Statut CITES
La Frégate d'Andrews (Fregata andrewsi) est endémique à l'Île Christmas, située dans l'Océan Indien. Comme les autres espèces de frégates, la Frégate d'Andrews ne marche ni ne nage mais est une virtuose des airs qui se nourrit en saisissant des proies vivantes sur les plages ou à la surface de l'eau, ou encore en les subtilisant en vol par l'attaque d'autres oiseaux.
On estime que la population de cette espèce risque de diminuer de 80 % dans les trente ans qui viennent à cause de l'introduction dans l'île d'un prédateur très puissant, la fourmi folle (Anoplolepis gracilipes), qui dévore les oisillons et a déjà dévasté la faune insulaire.